# Nowa Zelandia na Zimowych Igrzyskach Olimpijskich 1980
Nowa Zelandia na Zimowych Igrzyskach Olimpijskich 1980 – pięcioosobowa kadra sportowców reprezentujących Nową Zelandię na igrzyskach w 1976 roku w Lake Placid.

## Wyniki

### Narciarstwo alpejskie
Mężczyźni
| Wydarzenie    | Zawodnik       | Zjazd 1. | Msc. 1. | Zjazd 2. | Msc. 2. | Suma    | Miejsce |
| ------------- | -------------- | -------- | ------- | -------- | ------- | ------- | ------- |
| Zjazd         | Stuart Blakely | 1:55,41  | —       | —        | —       | —       | 32.     |
| Slalom gigant | Stuart Blakely | 1:32,99  | 54.     | DNF      | DNF     | —       | DNF     |
| Slalom gigant | Scott Kendall  | DNF      | DNF     | —        | —       | —       | DNF     |
| Slalom gigant | Mark Vryenhoek | DNF      | DNF     | —        | —       | —       | DNF     |
| Slalom        | Stuart Blakely | DNF      | DNF     | —        | —       | —       | DNF     |
| Slalom        | Scott Kendall  | 1:02,27  | 31.     | 58,72    | 27.     | 2:00,99 | 26.     |
| Slalom        | Mark Vryenhoek | DNF      | DNF     | —        | —       | —       | DNF     |

Kobiety
| Wydarzenie    | Zawodnik       | Zjazd 1. | Msc. 1.  | Zjazd 2. | Msc. 2. | Suma    | Miejsce |
| ------------- | -------------- | -------- | -------- | -------- | ------- | ------- | ------- |
| Zjazd         | Anna Archibald | 1:46,68  | —        | —        | —       | —       | 26.     |
| Slalom gigant | Anna Archibald | 1:25,82  | 38.      | 1:40,32  | 32.     | 3:06,14 | 32.     |
| Slalom gigant | Fiona Johnson  | 1:24,62  | 36.      | 1:36,04  | 29.     | 3:00,66 | 30.     |
| Slalom        | Fiona Johnson  | nieznany | nieznany | DNF      | DNF     | —       | DNF     |